# Förbundet Vi Unga
Förbundet Vi Unga är en svensk barn- och ungdomsorganisation som bildades den 18 juni 1955. Vi Ungas vision är "Ett samhälle där alla barn och unga kan utvecklas och bestämma över sina liv i demokratisk gemenskap". Vi Unga har (2024) cirka 3300 medlemmar över hela Sverige, fördelade på cirka 150 föreningar. Dessa föreningar har ofta vitt skilda verksamheter och omfång, och förbundets uppdrag är att se till så att varje förening får det stöd den behöver för att göra sina idéer till verklighet. Förbundet är fristående ungdomsförbund till Studieförbundet Vuxenskolan.

## Ledning
Förbundet valde Evelina Strömberg till förbundsordförande samt William Rantala och Rose Ibrahim till vice förbundsordförande på förbundsstämman 2023 i Alvesta, med omval under förbundsstämman 2024.  Anton Öhrlund är sedan augusti 2022 generalsekreterare.

## Historia
Förbundet bildades i Borås den 18 juni 1955. Bakom bildandet stod Svenska Landsbygdens Studieförbund, SLS, och Svenska Landsbygdens Ungdomsförbund, SLU.
Verksamheten skulle bedrivas "med ungdomen själv som ledare och initiativtagare men med stöd av äldre personer". Målet var att fostra ansvarskännande samhällsmedborgare som sedan kunde ta plats i föreningslivet.
Kultur och idrott har genom åren varit viktiga verksamheter i Vi Unga. Vid tiden för bildandet var musik och sång den allra vanligaste verksamheten.
Förbundet har tagit plats i samhällsdebatten genom decennierna. Exempelvis deltog Vi Unga i olika debatter i slutet av 1970-talet och under 1980-talet. Förbundet engagerade sig förutom i förenings- och ungdomspolitiska debatter bland annat i miljö- och kulturfrågor.
I dag är förbundet drivande i bland annat jämställdhetsfrågor och har tagit fram unika metoder för att mäta jämställdhet däribland metoden "Mod att Mäta". En annan fråga som förbundet driver är opinionsbildning i förhållande till den s.k. åldersmaktsordningen, en av Diskrimineringsombudsmannens 7 diskrimineringsgrunder (vid sidan av kön, etnicitet, sexuell läggning, funktionsnedsättning, könsidentitet och religion). Förbundet genomförde mellan 2015 och 2017 projektet Bestämma Trots Ålder, som riktade in sig på att göra årsmöten mer rättvisa och inkluderande - oavsett ålder. Projektets huvudfokus låg på att skapa inkluderande och lättbegripliga material som passar alla medlemmar i en förening eller organisation, med särskilt fokus på de yngre medlemmarna.
Medlemsmässigt nådde förbundet sin topp 1976 med 45 108 medlemmar. Som många andra ungdomsorganisationer tappade Vi Unga medlemmar under 1980- och 1990-talen. Under 2000-talet har förbundet årligen ökat antalet medlemmar och antalet aktiva föreningar, från 8 130 medlemmar i 148 aktiva föreningar under 2000 till 8 992 medlemmar i 163 aktiva föreningar under 2004. 

## Tävlingar
- Förbundet ligger bakom radioprogrammet Vi i femman.[källa behövs] Det var också förbundet som startade föregångaren SUM (Svenska Ungdomsmästerskapen) Den första riksfinalen i SUM sändes i radio den 7 juni 1958 – med Arne Weise som programledare.

- Både Maria Lundqvist och Björn Kjellman har uppträtt i förbundets riksmästerskap i scenprogram. Maria tävlade för Hälsö Vi Unga, Västra distriktet, och Björn för Söderslätts Vi Unga, Skåne distrikt.[källa behövs]

## Offentliga personer med bakgrund i Vi Unga
- Ida Östensson
- Anders Ygeman
- Emil Källström
- Pa Modou Badjie, medlem i gruppen Panetoz
- Beatrice Ask
- Björn Kellman
- Maria Lundqvist
- Anders Jacobsson och Sören Olsson
- Maud Olofsson
- Karin Perers
- Anders Källström
- Kenneth Nilsson, kommunstyrelsens ordförande i Örebro
- Ann-Marie Nilsson (politiker)
- Helena Vilhelmsson